# Giornata mondiale della gioventù 2023
La XXXVII Giornata Mondiale della gioventù si è tenuta a Lisbona in Portogallo dall'1 al 6 agosto del 2023. Inizialmente prevista per il 2022, come aveva annunciato papa Francesco il 27 gennaio 2019 a Panama, è stata spostata all'anno successivo a causa dell'emergenza coronavirus.
È stata la prima GMG ospitata in terra lusitana e la terza nella penisola iberica, dopo quelle di Santiago de Compostela nel 1989 e di Madrid nel 2011.
È stata l'ultima edizione alla quale ha partecipato papa Francesco.

## Annuncio
L'ultimo giorno dell'incontro tenuto a Panama, il cardinale Kevin Joseph Farrell, alla conclusione della Messa, ha preso la parola per ufficializzare il luogo e l'anno scelti per la XXXVII Giornata Mondiale della Gioventù, e cioè Lisbona nel 2022.
Il 20 aprile 2020, nel corso della pandemia di coronavirus, la Sala Stampa della Santa Sede ha annunciato lo spostamento della Giornata dal 2022 al 2023.

## Tema
In occasione del forum internazionale dei giovani, papa Francesco ha annunciato che il tema della GMG sarà "Maria si alzò e andò in fretta", tratto dal vangelo di Luca, cap. 1,39. Il Papa ha sottolineato l'importanza di mettersi in cammino in un percorso di discernimento, ponendo l'attenzione sul fatto di essere sempre pronti ma mai ansiosi.

## Logo
Il logo è stato presentato il 16 ottobre 2020, nel giorno del 42º anniversario dell'elezione di papa Giovanni Paolo II. A realizzarlo, una giovane designer portoghese: la ventiquattrenne Beatrice Roque Antunez. Il simbolo, con i colori della bandiera nazionale - ossia, verde, rosso e giallo - descrive sullo sfondo di una grande Croce il dinamismo di Maria in visita a Elisabetta, secondo il motto scelto dal Papa per l'evento: "Maria si alzò e andò in fretta".

## Inno
L'inno è stato reso noto il 28 gennaio 2020. Il titolo Ha Pressa no Ar ("C'è fretta nell'aria"), richiama direttamente al motto della Gmg scelto dal Papa, "Maria si alzò e andò in fretta", e ruota intorno al "Sì" di Maria e alla sua fretta di raggiungere sua cugina Elisabetta, come ci dice il passo del Vangelo e come ricorda il logo della giornata. Il testo dell'inno è stato scritto da P. João Paulo Vaz, mentre la musica è di Pedro Ferreira, entrambi della diocesi di Coimbra. Il brano è stato scelto attraverso un concorso nazionale per il quale sono arrivate più di cento candidature esaminate da una giuria di professionisti, il requisito era quello di tenere presente il tema scelto dal Papa per l'appuntamento di Lisbona, ovvero l'evangelizzazione e anche un rimando alla cultura portoghese.

## Patroni e intercessori
I 14 patroni della Giornata Mondiale della Gioventù 2023 sono:
| Immagine | Nome                                                                         |
| -------- | ---------------------------------------------------------------------------- |
|          | Beata Vergine Maria                                                          |
|          | san Giovanni Paolo II (Papa)                                                 |
|          | san Giovanni Bosco (Sacerdote e fondatore della Società salesiana)           |
|          | san Vincenzo di Saragozza (Diacono e martire)                                |
|          | san Giovanni de Britto (Sacerdote, missionario e martire)                    |
|          | sant'Antonio di Padova (Sacerdote francescano)                               |
|          | san Bartolomeo Fernandes (Arcivescovo di Braga)                              |
|          | beata Giovanna d'Aviz (Religiosa)                                            |
|          | beata Maria Clara del Bambino Gesù (Religiosa)                               |
|          | beato João Fernandes (Giovane gesuita; uno dei Quaranta martiri del Brasile) |
|          | beato Pier Giorgio Frassati (Giovane laico)                                  |
|          | beato Marcel Callo (Giovane laico, scout e martire)                          |
|          | beata Chiara Badano (Giovane laica focolarina)                               |
|          | beato Carlo Acutis (Giovane laico)                                           |

## Svolgimento

### 1º agosto
La GMG 2023 ha avuto inizio con una solenne celebrazione eucaristica presieduta dal cardinale patriarca di Lisbona mons. Manuel Clemente. La celebrazione, tenutasi presso la "Colina dell'Incontro" nel parco Edoardo VII nel centro della città, ha visto la partecipazione di circa 180.000/310.000 giovani.

### 2 agosto
Al mattino si sono tenute le prime catechesi "Rise Up" per i giovani partecipanti alla GMG. In serata si sono svolti alcuni momenti di celebrazione e festa delle singole comunità nazionali, tra questi la "Festa degli Italiani", serata di riflessione, musica e spettacolo organizzata dalla pastorale giovanile della CEI. Papa Francesco, arrivato a Lisbona nella tarda mattinata, ha incontrato nel Palácio Nacional de Belém il presidente della Repubblica Portoghese Marcelo Rebelo de Sousa. Poco dopo mezzogiorno, presso il Centro Culturale di Belém, si è tenuto un incontro tra il Papa e i rappresentanti della società civile e del corpo diplomatico. Nel pomeriggio, dopo alcuni incontri istituzionali, il Santo Padre si è recato al Mosteiro dos Jerónimos, dove ha presieduto la celebrazione dei Vespri con i vescovi ed il clero locale.

### 3 agosto
Al mattino si sono svolte le seconde catechesi "Rise Up". Nel corso della mattinata, papa Francesco ha incontrato prima i giovani universitari dell'Università Cattolica Portoghese e poi si è recato a Cascais, dove ha incontrato i membri della fondazione Scholas Occurentes. Nel pomeriggio si tiene il primo vero momento di incontro tra il papa e i giovani partecipanti alla GMG con la Cerimonia di Accoglienza presso la Collina dell'Incontro nel parco Edoardo VII, che ha visto la partecipazione di oltre 500.000 giovani.

### 4 agosto
La mattina è dedicata alla terza delle catechesi "Rise Up" e a un momento dedicato al sacramento della Riconciliazione, durante il quale il papa ha confessato alcuni giovani presso il "Parco del Perdono", spazio per le confessioni allestito nei giardini Vasco da Gama. Successivamente il Santo Padre ha incontrato i rappresentanti di alcuni centri di assistenza e di carità nel Centro Paroquial de Serafina. Nel pomeriggio si è tenuta la Via Crucis con i giovani presieduta da papa Francesco e segnata dalle testimonianze di alcuni giovani che hanno vissuto situazioni di sofferenza. Nel sua riflessione conclusiva, il Papa ha invitato i giovani a "non lasciarci intimorire dal futuro". Secondo le stime i giovani partecipanti alla Via Crucis sono stati circa 800.000.

### 5 agosto
Nel corso della mattinata, papa Francesco si è recato a Fatima, dove ha incontrato i giovani ammalati presso il santuario mariano e ha presieduto la preghiera del Rosario presso la Cappella delle Apparizioni. Poi ha tenuto un breve discorso dove si è rivolto a Maria con il titolo di "Madonna affrettata", ovvero colei che si alza e va in fretta; i presenti all'incontro erano circa 200.000. Rientrato a Lisbona nel primo pomeriggio, il Santo Padre ha incontrato privatamente i membri della Compagnia di Gesù operanti in Portogallo. In serata si è svolta la Veglia con i giovani presso il “Parque Tejo”. Nel suo discorso, il pontefice ha rivolto il seguente invito ai giovani: "Camminiamo nella speranza, guardiamo alle nostre radici e andiamo avanti, senza paura". La Veglia si è conclusa con l'adorazione e benedizione eucaristica. Si stima che i partecipanti alla Veglia siano stati circa un milione e mezzo.

### 6 agosto

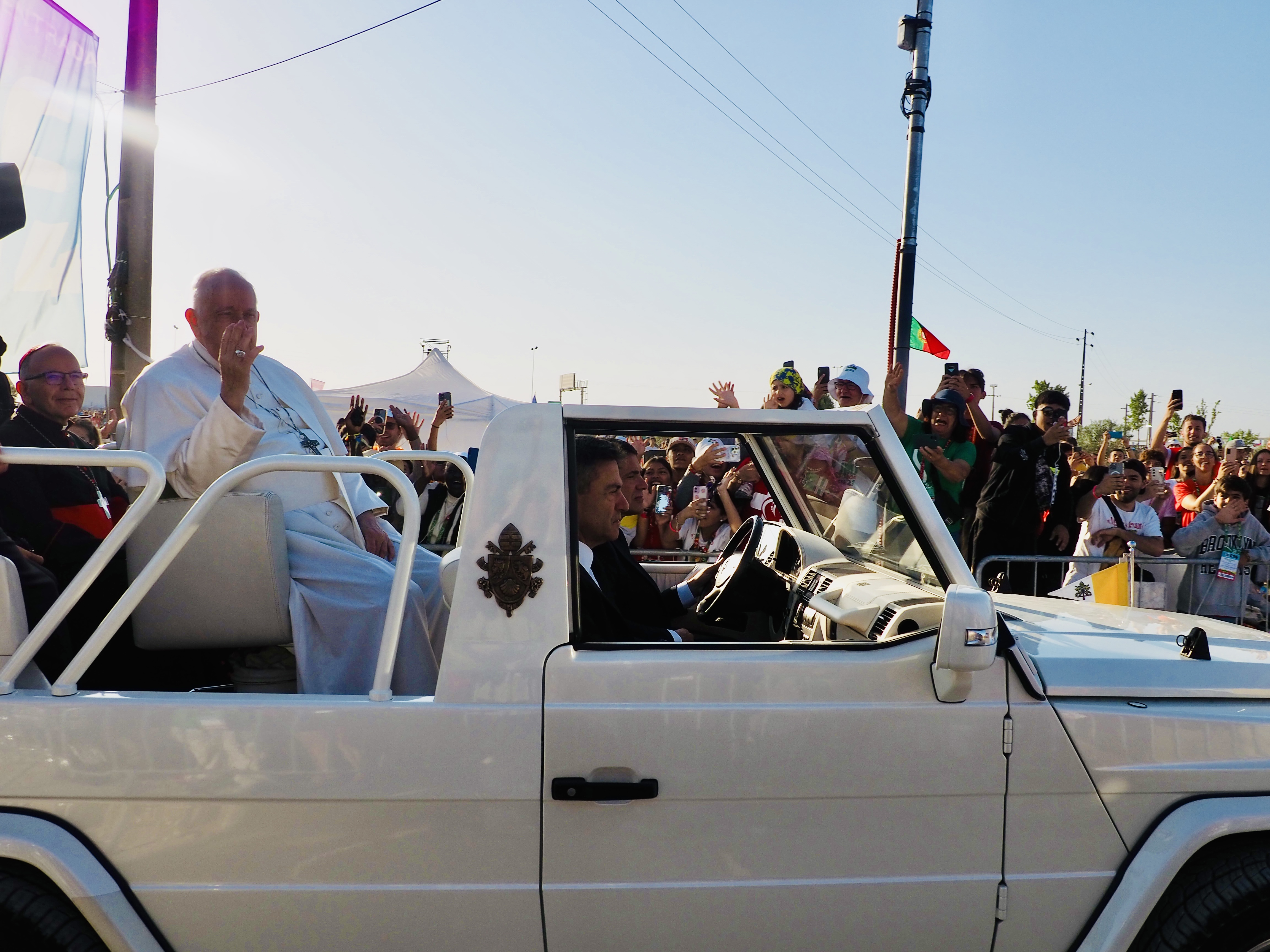
Papa Francesco arriva al parque Tejo per la Messa conclusiva della GMG 2023

In mattinata, papa Francesco ha presieduto la Messa conclusiva della GMG 2023 presso il "Parque Tejo". Al termine della celebrazione, dopo i ringraziamenti, il Santo Padre ha dato appuntamento ai giovani a Roma nel 2025 per il Giubileo dei giovani e ha poi annunciato la meta della prossima GMG, che si terrà nel 2027: Seul, in Corea del Sud. La celebrazione si è chiusa con la preghiera dell'Angelus. Nel pomeriggio il pontefice ha incontrato e ringraziato i volontari presso il “Passeio marítimo” di Algés. Intorno alle 18:00 il pontefice è partito per Roma.